# ¿Quién mató a Gaete?
¿Quién mató a Gaete? es un álbum del cantautor chileno Mauricio Redolés, publicado en 1996.
En abril de 2008, la edición chilena de la revista Rolling Stone situó a este álbum como el 36º mejor disco chileno de todos los tiempos.

## Lista de canciones
Todas las canciones escritas y compuestas por Mauricio Redolés, excepto donde se indique. 
| ¿Quién Mato a Gaete? |                                                              |          |  |
| N.º                  | Título                                                       | Duración |  |
| 1.                   | «Mi Voz»                                                     | 0:46     |  |
| 2.                   | «Eh Rica»                                                    | 4:03     |  |
| 3.                   | «Así Hablo Lorena»                                           | 0:56     |  |
| 4.                   | «Llegando a Yungay» (Arlo Guthrie, Adap: Ricardo Duhart)     | 4:33     |  |
| 5.                   | «Nota al Pie de Página» (Juan Luis Martínez)                 | 0:16     |  |
| 6.                   | «El Monstruo»                                                | 1:55     |  |
| 7.                   | «Neocolonialismo Colonial (Parte III)»                       | 0:23     |  |
| 8.                   | «La Pequeña Lulu»                                            | 3:46     |  |
| 9.                   | «De Lisias con Yugales»                                      | 0:21     |  |
| 10.                  | «Fuera de tu inercia» (Consuelo Sepúlveda, Mauricio Redolés) | 2:31     |  |
| 11.                  | «Un sueño donde el silencio es de oro» (Alejandra Pizarnik)  | 0:17     |  |
| 12.                  | «El Espejo»                                                  | 2:48     |  |
| 13.                  | «True Egoistic Love»                                         | 0:21     |  |
| 14.                  | «Chica Poco Comunicativa» (Redolés, Viviana Méndez)          | 3:59     |  |
| 15.                  | «Soy Yo»                                                     | 0:48     |  |
| 16.                  | «Marcando Ocupado»                                           | 3:43     |  |
| 17.                  | «No Tengo»                                                   | 1:34     |  |
| 18.                  | «¿Quién Mato a Gaete?» (Redolés, Álvaro Henríquez)           | 6:43     |  |